# Герб Онеги
Герб города Оне́ги — административного центра Онежского района Архангельской области Российской Федерации.
Герб утверждён 15 октября 1998 года Решением Собрания депутатов первого созыва города Онеги № 98.
Герб внесён в Государственный геральдический регистр Российской Федерации.

## Описание герба
«В лазоревом поле золотая сёмга».

## История герба

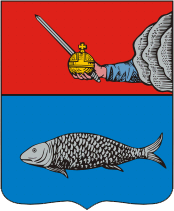
Герб Онеги (1780 год)

Статус города Онега получила в 1780 году, когда стала уездным городом Онежского уезда.
Герб Онеги был Высочайше утверждён императрицей Екатериной II 2 октября 1780 года вместе с другими гербами городов Вологодского наместничества (ПСЗ, 1780, Закон № 15069).
Описание герба Онеги гласило:

"Рыба, называемая семга, въ голубомъ полѣ. Въ знакъ того, что при семъ городѣ наилучшія сего рода рыбы ловятся изобильно, и оными производятъ довольно знатный торгъ. В верхней части щита — Герб Вологды: «В красномъ полѣ щита видна выходящая из облака рука, держащая золотую державу с серебрянымъ мечемъ».

Отдельные историки утверждают, что появление герба Онеги следует относить к XVI веку, однако точного подтверждения этому нет.
В некоторых геральдических изданиях, а также работах местных краеведов и историков встречается проект герба Онеги с Архангельским гербом в верхней части. Однако также официального подтверждения об утверждении герба Онеги в данном виде отсутствует.
В 1859 году, в период геральдической реформы Кёне, был разработан проект нового герба Онеги: «В лазоревом щите золотая сёмга. В вольной части - герб Архангельска. За щитом положенные накрест молотки соединённые Александровской лентой» (официально не утверждён).

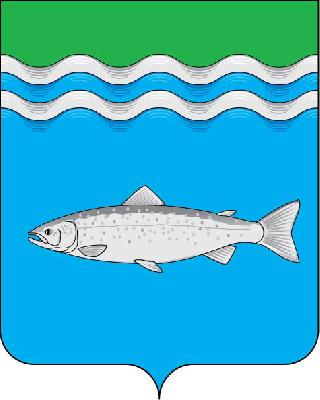
Герб Онежского района (2010 год)

15 октября 1998 года депутаты городского собрания решили отказаться от верхней части в гербе города и утвердили ныне существующий вариант герба — золотая сёмга в голубом поле.
В 2006 году было образовано городское поселение «Онежское». Решения о гербе городского поселения не принимались.
18 февраля 2010 года на 7 сессии четвёртого созыва Собрания депутатов муниципального образования «Онежский муниципальный район» был утверждён герб Онежского района. Основой герба района послужил исторический герб Онеги 1780 года. Герб района имеет следующее описание: «В лазоревом поле под зелёной волнистой главой, имеющей дважды просеченную серебряно-лазорево-серебряную широкую кайму — сёмга того же металла в пояс».